# Колоси на Мемнон
Колосите на Мемнон (известни на местното население като ел-Колосат, или ес-Саламат) са две масивни каменни статуи на фараона Аменхотеп III, син на Тутмос IV. Разположени са в Тиванския некропол, близо до днешния град Луксор.
Върху западния бряг на древна Тива, на пътя, който води към Долината на цариците, се издигат два величествени каменни колоса. Те са последните останки от огромния погребален храм на Аменофис III (Осемнадесета династия), който днес не съществува.
Двете статуи-близнаци представят Аменхотеп III в седнало положение, с ръце, положени на коленете и поглед, насочен на изток, към реката и изгряващото слънце. Две по-малки фигури са издълбани отпред на трона, в краката: това са фигури на жена му Тий и майка му Мутемувия. Страничните панели изобразяват бога на Нил Хапи. Чрез символите на Горен и Долен Египет (папирус и лотос, символи на „двете земи“) е изобразено единството и целостта на обединен Египет.
Статуите са направени от кварцит, донесен или от Гиза (близо до днешен Кайро) или от Гебел ел-Силсиле (на 60 км северно от Асуан).
Заедно с каменните платформи, на които са поставени, височината на колосите е 18 метра (а заедно с короните, които днес не съществуват, двата колоса са били високи над 20 метра.). Теглото на единия колос е около 1300 тона. Днес колосите са много силно разрушени.
Първоначално Колосите е трябвало да стоят като пазители на входа на погребалния храм на Аменхотеп: големият храм е бил построен докато фараона още е бил жив, и тук е бил почитан като живият бог. В тези дни храмовият комплекс е бил най-големият в Египет. Площта му е била общо около 35 хектара и дори по-късни съперници като Рамезеума на Рамзес II или Мединет Хабу на Рамзес III не са били по-големи; дори Храмът в Карнак от времето на Аменхотеп е бил по-малък.
С изключение на Колосите, днес много малко е останало от храма на Аменхотеп. Разположени на нивото на река Нил и уязвими от годишните разливи на реката, колосите и храмът са били изложени на постоянната разрушителна сила на прииждащата вода – известната картина от 40-те години на ХIХ в. от Дейвид Робъртс показва Колосите, обкръжени от вода.
Гръцкият историк и географ Страбон, творил през първите години на I в., разказва за земетресение (през 27 г. пр. Хр.), което поваля и уврежда северния (десния) колос.
Една легенда разказва, че вследствие на това увреждане, тази статуя, сутрин, на разсъмване, започва да издава звуци, наподобяващи пеене или човешка реч – като леко пъшкане, вероятно причинено от повишаващите се температури и изпаряващата се роса от камъка.
В тези колоси гърците привиждат изображение на Мемнон, син на Зората и цар на етиопците, който повежда армиите си от Африка до Мала Азия, за да помогне в защитата на града и бил убит от Ахил по време на Троянска война, както поздравявал майка си – Зората, при нейния изгрев.
Легендата за „Пеещите колоси“, вярването, че носят късмет и славата, че притежават пророческа сила се разпространява надлъж и шир и статуите са обект на непрестанни посещения, в това число и от някои римски императори. Мистериозните песни на полуразрушените колоси спират през 199 г., когато римският император Септимий Север заповядва да се извърши реставрация на паметника.
Днес феноменът на „Пеещите колоси“ се отдава на разширяването на кварцита под въздействие на първите слънчеви лъчи.